# Travestie
Travestie je žánr humoristické literatury, která zpracovává vážné nebo vznešené téma zlehčujícím až karikujícím stylem. 
Travestie jako žánr vznikla za renesance (F. Berni) a rozvinula se zejména v osvícenství (v české literatuře J. P. Koubek: Básníkova cesta do pekel).
Dnes pojem travestie splývá s pojmem parodie. Na rozdíl od parodie však travestie zachovává děj a mění formu.